# الفارس الأسود (مسلسل كوري جنوبي)
الفارس الأسود (بالكورية: 택배기사) هو مسلسل ويب كوري جنوبي، من كتابة وإخراج تشو وي سيوك، وبطولة كيم وو-بين، إيسوم وكانغ يو سيوك. تم إصداره على نتفليكس في 12 مايو 2023.

## القصة
تدور أحداثها في عام 2071 حيث دمر العالم تلوث الهواء السام. نجا حوالي 1 في المائة فقط من السكان وتوجد الآن طبقة اجتماعية صارمة. لكن نادرًا ما يغادر الناس منازلهم. وعندما يفعلون ذلك، يرتدون أقنعة واقية من الغازات بسبب تلوث الهواء. يعتمد المواطنون بشكل كبير على خدمة توصيل الطرود لتلبية احتياجاتهم. يقوم سائقو التوصيل، المعروفون باسم الفرسان، بتوصيل الطرود وحمايتهم أيضًا من اللصوص.

## روابط خارجية
- الفارس الأسود على موقع IMDb (الإنجليزية)
- الفارس الأسود على موقع ميتاكريتيك (الإنجليزية)
- الفارس الأسود على موقع روتن توميتوز (الإنجليزية)
- الفارس الأسود على موقع نتفليكس (الإنجليزية)
- الفارس الأسود على موقع فيلمافينيتي (الإسبانية)
- الفارس الأسود على موقع كينوبويسك (الروسية)
- الفارس الأسود على موقع ألو سيني (الفرنسية)
- الفارس الأسود على موقع قاعدة بيانات الفيلم (الإنجليزية)
- الفارس الأسود على هانسينما